# Cem Özdemir
Cem Özdemir (Bad Urach, Baden-Württemberg, Alemania; 21 de diciembre de 1965) es un político alemán, antiguo copresidente del partido Alianza 90/Los Verdes junto a Simone Peter. Desde 2021 hasta 2025 se desempeñó como ministro federal de Alimentación y Agricultura de Alemania en el gabinete de Olaf Scholz.

## Vida privada y profesional
Hijo de inmigrantes turcos de origen circasiano, Özdemir consiguió la nacionalidad alemana a los 18 años. Después de estudiar Trabajo social, trabajó como pedagogo y periodista. Además, ha publicado varios libros sobre Turquía y la inmigración turca en Alemania. Özdemir está divorciado de la periodista argentina Pía María Castro. Tienen  dos hijos, y vive en Berlín.

## Partido
Desde 1981, Özdemir es miembro del partido Los Verdes. Desde 1989 a 1994 formó parte del comité directivo de la organización regional de este partido en Baden-Württemberg. En 1992 fue cofundador de una asociación de inmigrantes dentro del partido. El 2 de junio de 2008, Özdemir anunció su candidatura para suceder a Reinhard Bütikofer, uno de los dos presidentes del partido. El 15 de noviembre de 2008 fue elegido, convirtiéndose en el primer jefe de un partido alemán procedente de una familia inmigrante. Dejó el cargo en enero de 2018.

## Diputado
En 1994, Özdemir entró en el Bundestag, donde desde 1998 fue portavoz en asuntos de política interior del grupo parlamentario de Los Verdes. En 2002 renunció a su escaño en el parlamento al verse envuelto en un escándalo que le acusaba de haber utilizado "millas" logradas con viajes hechos como diputado para vuelos privados.
En 2005 fue elegido al Parlamento Europeo, donde fue portavoz del grupo parlamentario Los Verdes / Alianza Libre Europea en asuntos exteriores. Özdemir fue vicepresidente de la comisión parlamentaria que investigó el caso de las cárceles ilegales de la CIA en Europa. Además, se empleó en las relaciones entre la UE y Turquía y en la búsqueda de una solución a la división de Chipre. En 2007 participó en la fundación del European Council on Foreign Relations, un think tank que promueve una política exterior común de la UE. 
En 2008, junto con su candidatura a la presidencia del partido, Özdemir anunció su intención de ser elegido nuevamente al Bundestag en las elecciones federales de 2009. Sin embargo, no logró ser electo. Desde 2009, ya no se desempeña como eurodiputado.
En las elecciones federales de 2013 fue elegido diputado del Bundestag, y para las elecciones federales de 2017 fue el candidato principal de su partido junto a Katrin Göring-Eckardt, siendo reelegido.
Tras las elecciones federales de 2021 y la formación del Gabinete Scholz, Özdemir asumió como Ministro Federal de Alimentación y Agricultura. En 2024 asumió de forma interina como Ministro Federal de Educación e Investigación tras la destitución de Bettina Stark-Watzinger.